# Archidiecezja Arequipa
Archidiecezja Arequipa (łac. Archidiœcesis Arequipensis) − archidiecezja rzymskokatolicka w peruwiańskim mieście Arequipa. Erygowana 15 kwietnia 1577 jako diecezja Arequipa, 23 maja 1943 podniesiona do rangi archidiecezji.

## Główne świątynie
- Archikatedra: Bazylika archikatedralna Najświętszej Maryi Panny w Arequipie
- Bazylika mniejsza: Bazylika św. Jakuba Apostoła w Tiabayi

## Biskupi i arcybiskupi

### Biskupi
- Bp Antonio de Hervias, OP (1577.04.15 – 1579.01.09)
- Abp Cristóbal Rodríguez Juárez OP (1612.10.07 – 1613.11.04)
- Bp Juan de las Cabezas Altamirano, OP (1615.09.16 – 1615.12.19)
- Bp Pedro de Perea Díaz, OSA (1617.09.04 – 1631)
- Abp Pedro de Villagómez y Vivanco (1632.08.02 – 1640.07.16)
- Bp Agustín Ligarte y Saravia (1641 – 1648)
- Abp Gaspar de Villarroel, OSA (1651.12.11 – 1659.01.27)
- Abp Juan de Almoguera, OSST (1659 – 1674)
- Bp Juan de la Calle y Heredia (1674.07.10 – 1676.02.15)
- Bp Antonio de León y Becerra (1677 – 1708.08.28)
- O. Juan de Argüelles, OSA (1711 – 1713)
- Bp Juan Bravo Otálora de Lagunas (1714.11.19 – 1722)
- Bp Juan Cavero de Toledo (1725 – 1741)
- Bp Juan Bravo de Rivero y Correa, CO (1743.01.28 – 1752.05.22)
- Bp Juan González Melgarejo, CO (1753.11.26 – 1754.03.06)
- Bp Jacinto Aguado y Chacón, CO (1755.02.17 – 1762.07.18)
- Bp Diego de Salguero y Cabrera, CO (1763.07.18 – 1769.12.02)
- Bp Manuel de Abad e Illanar, OPraem. (1771.06.17 – 1780.02.01)
- Bp Miguel González Bassecourt, OFMCap. (1781.12.10 – 1784.12.10)
- Bp Pedro José Chávez de la Rosa (1786.12.18 – 1805.05.09)
- Bp Luis La Encina Díaz y Pereiro (1805.09.09 – 1816.01.16)
- Abp José Sebastian Goyeneche Barreda (1817.04.14 – 1859.09.26)
- Bp Bartolomé Herrera (1860 – 1864)
- O. José Manuel Vargas (1864 – 1864)
- Bp Juan Calienes (1865 – 1866)
- Bp José Lucas Barranco (1866 – 1868?)
- Bp José Benedicto Torres (1868.06.22 – 1880)
- Bp Juan María Ambrosio Huerta (1880.08.20 – 1896)
- Bp Emanuele Secondo Ballón (1898.08.25 – 1906)
- Abp Mariano Holguin, OFM (1906.05.30 – 1943.05.23)

### Arcybiskupi
- Abp Mariano Holguin, OFM (1943.05.23 – 1945.12.24)
- Abp Leonardo José Rodriguez Ballón, OFM (1946.06.13 – 1980.07.07)
- Abp Fernando Vargas Ruiz de Somocurcio, SJ (1980.09.26 – 1996.03.02)
- Abp Luis Sánchez-Moreno Lira (1996.03.02 – 2003.11.29)
- Abp José Paulino Ríos Reynoso (2003.11.29 – 2006.10.20)
- Abp Javier del Río Alba (od 2006.10.20)

## Diecezje podległe
- Diecezja Puno
- Diecezja Tacna y Moquegua
- Prałatura terytorialna Ayaviri
- Prałatura terytorialna Chuquibamba
- Prałatura terytorialna Juli